# SS- und Polizeiführer
(Höherer) SS- und Polizeiführer ((Hogere) SS- en politieleider, afgekort (H)SSPF) was een invloedrijke functie binnen de Schutzstaffel (SS), toegewezen aan een officier belast met de leiding over grote eenheden SS, Gestapo en reguliere Ordnungspolizei in nazi-Duitsland, voorafgaand aan en gedurende de Tweede Wereldoorlog.
Een (Höherer) SS- und Polizeiführer kreeg zijn bevelen van, en rapporteerde direct aan, de Reichsführer-SS.

## Nederland
Tijdens vrijwel de gehele periode van de Duitse bezetting van Nederland bekleedde Hanns Albin Rauter de functie van Höherer SS- und Polizeiführer in Nederland. Bovendien bekleedde hij de positie van Generalkommissar für das Sicherheidswesen, een functie die nogal wat overlap vertoonde met die van HSSPF.

## Bevorderingen in de Waffen-SS aan het einde van de oorlog
In 1944 en 1945 werden de HSSPF's door Himmler tot generaal in de Waffen-SS bevorderd. Mogelijk was dit bedoeld om bescherming te krijgen van de Haagse Vredesconferentie en de regels van oorlogvoering.

## SS- en politieleiders[1]
- Höchster SS- und Polizeiführer (HöSSPF)
  - Italië: Karl Wolff
  - Adriatische Kust: Odilo Globocnik
  - Ostland: Friedrich Jeckeln
  - Noorwegen (Nord): Wilhelm Rediess
  - Nederland (Nordwest): Hanns Albin Rauter
  - Servië en Montenegro: Hermann Behrends
  - Denemarken: Günther Pancke
  - Kroatië: Konstantin Kammerhofer
  - Albanië: Josef Fitzthum
  - Hongarije: Otto Winkelmann
  - Slowakei: Hermann Höfle
  - Oekraïne: Hans-Adolf Prützmann
  - Ost: Theodor Eicke

- Höherer SS- und Polizeiführer (HSSPF)
  - Elbe: Udo von Woyrsch
  - Frankrijk: Karl Oberg
  - België: Richard Jungclaus
  - Donau: Ernst Kaltenbrunner, Rudolf Querner
  - Protectoraat Bohemen en Moravië: Karl Hermann Frank, dan Richard Hildebrandt
  - Noord-Rusland: Friedrich Jeckeln
  - Zwarte Zee: Richard Hildebrandt
  - SS-Oberabschnitt Alpenland: Erwin Rösener
  - Centraal-Rusland: Erich von dem Bach-Zelewski
  - Griekenland: Jürgen Stroop, dan Walter Schimana, daarna Hermann Franz
  - Generaal-gouvernement: Friedrich-Wilhelm Krüger, dan Wilhelm Koppe
  - München: Karl von Eberstein
  - Rijkscommissariaat Ostland: Franz Walter Stahlecker
  - Rijn-Westmark: Theodor Berkelmann[2], dan Richard Hildebrandt
  - Slowakije: Hermann Höfle
  - Danzig-West-Pruisen: Richard Hildebrandt

- SS- und Polizeiführer (SSPF)
  - Bozen: Karl Brunner
  - Krakau: Julian Scherner
  - Metz: Anton Dunckern
  - Radom: Herbert Böttcher
  - Warschau: Jürgen Stroop
  - Oberitalien-West: Willy Tensfeld
  - Mittelitalien: Karl Bürger
  - Oberitalien-Mitte: Ernst Hildebrandt
  - Lublin: Odilo Globocnik